# Henning Holst
Henning Holst (25 ottobre 1891 – 20 marzo 1975) è stato un hockeista su prato danese.

## Palmarès

### Olimpiadi
- 1 medaglia:
  - 1 argento (Anversa 1920)